# Miss België 2017
Miss België 2017 was de 49ste editie van de Miss België die op 14 januari 2017 werd gehouden in het Proximus Theater in De Panne, België .
De winnares, Romanie Schotte uit West-Vlaanderen, werd gekroond door Lenty Frans, Miss België 2016 .
Romanie Schotte vertegenwoordigde België op Miss World 2017. De eerste runner-up, Liesbeth Claus, deed mee aan Miss Universe 2017 .

## Winnaar en runners-up
| Eind resultaat            | deelnemer |
| ------------------------- | --- |
| Miss België 2017          | - West-Vlaanderen - Romanie Schotte |
| Miss World België 2017    | - West-Vlaanderen - Romanie Schotte |
| 1e eredame                | - West-Vlaanderen - Delphine Devos |
| 2e eredame                | - Luik - Eva Mira |
| 3e eredame                | - Oost-Vlaanderen - Liesbeth Claus |
| Miss Universe België 2017 | - Oost-Vlaanderen - Liesbeth Claus |
| 4e eredame                | - Henegouwen - Noémie Depré |
| 5e eredame                | - Oost-Vlaanderen - Maïthé Rivera |
| Top 12                    | - Brussel - Myriam Sahili - Vlaams-Brabant - Anjejoline Stevens - Limburg - Déborah Schols - Limburg - Leentje Jorissen - Namen - Laurie Ledoux - West-Vlaanderen - Ellen Caen |

## Prijzen
| Prijs                    | Deelneemster                     |
| ------------------------ | -------------------------------- |
| Miss Brussels            | Brussel - Myriam Sahili          |
| Miss Beach Miss Wallonia | Luik - Eva Mira                  |
| Miss Social Media        | Namen - Laurie Ledoux            |
| Miss Model               | Limburg - Leentje Jorissen       |
| Miss Talent              | West-Vlaanderen Ellen Bacquaert  |
| Miss Sympa               | West-Vlaanderen - Charlotte Rau  |
| Miss Sport               | West-Vlaanderen - Ellen Caen     |
| Miss Flanders            | West-Vlaanderen - Delphine Devos |

## Juryleden
De juryleden van Miss België 2017 waren:
- Darline Devos - Voorzitter Comité Miss België
- Katherine Kelly Lang - Amerikaanse actrice bekend van haar rol als Brooke Logan in The Bold and the Beautiful
- Annelies Törös - Miss België 2015
- Laura Beyne - Miss België 2012
- Yfke Sturm - Nederlands model
- Mireia Lalaguna - Miss World 2015 uit Spanje
- Philip Cracco - Belgische eigenaar van het horlogemerk Rodania
- Olivier Laurent - Belgische imitator en humorist

1928 · 1929 · 1930 · 1931 · 1932 · 1933 · 1934 · 1935 · 1936 · 1937 · 1938 · 1939 · 1940–1945 · 1946 · 1947 · 1948 · 1949 · 1950 · 1951 · 1952 · 1953 · 1954 · 1955 · 1956 · 1957 · 1958 · 1959 · 1960 · 1961 · 1962 · 1963 · 1964 · 1965 · 1966 · 1967 · 1968 · 1969 · 1970 · 1971 · 1972 · 1973 · 1974 · 1975 · 1976 · 1977 · 1978 · 1979 · 1980 · 1981 · 1982 · 1983 · 1984 · 1985 · 1986 · 1987 · 1988 · 1989 · 1990 · 1991 · 1992 · 1993 · 1994 · 1995 · 1996 · 1997 · 1998 · 1999 · 2000 · 2001 · 2002 · 2003 · 2004 · 2005 · 2006 · 2007 · 2008 · 2009 · 2010 · 2011 · 2012 · 2013 · 2014 · 2015 · 2016 · 2017 · 2018 · 2019 · 2020  · 2021 · 2022 · 2023 · 2024 · 2025